# ただいま独身中
『ただいま独身中』（ただいまどくしんちゅう）は、辻灯子による日本の4コマ漫画作品。単行本全3巻。
作者は当作を含めてこれまで『ただいま○○中』という似通った名称の作品を3作発表しているが、作中の世界観はそれぞれ全く別であり、他の作品の登場人物が描かれるような互換性は無い。

## 作品概要
『まんがタイムラブリー』（芳文社）にて2009年9月号から2011年1月号まで掲載された後、『まんがホーム』（同）に移り2011年2月号から2014年1月号間で掲載された。
三十路を迎えたOLの竹本楓が、親友の男重森の結婚をきっかけに自分の今後の身の処し方について四苦八苦するコメディ。

## 登場人物

### 竹本家
竹本 楓（たけもと かえで）
本作の主人公。連載開始当初は30歳で、2011年時点で31歳。勤め先では経理部に所属している。貧乳体型。
重森の結婚の告知をきっかけに自身の女性らしさや恋愛について考えるようになるが、三十路を境とした身の回りの変化に振り回されていることが多い。
重森に対しては強い未練を抱いていたものの、彼や弟・柾の結婚、佐藤に彼氏ができたことを受けてそれを断ち切り、婚活に乗り出す。
基本的に明るい性格であるが、ドジで被害妄想を持つところがある。
竹本 しづ子（たけもと しづこ）
楓の母。竹本家一番のしっかり者。楓の将来に強い焦りを感じ、とにかく結婚をそそのかす。
竹本 幹生（たけもと みきお）
楓の父。楓の将来に対する関心は薄い。肺炎の悪化を倒れるまで表に出さない我慢強いところがある。
竹本 柾（たけもと まさき）
楓の弟。27歳。
連載開始当初は家族と同居していたが途中転勤で転居し、そこでできちゃった結婚をする。

### 楓の勤め先の人々
佐藤 操（さとう みさお）
商品管理部のOL。23歳。
楓には若さや胸があることに度々嫉妬されるが、律儀さで彼女を恥ずかしく思わせることもある。
趣味はBLで、会社に本を持ち込んでいる。通勤時に出会った人を彼氏としている。
東 有希子（あずま ゆきこ）
営業2課の課長。41歳。
楓には人生の先輩としてのアドバイスをするものの、自身も加齢による変化に困惑することがある。
彼氏はいるものの、独身を貫く予定。

### 楓の元ゼミの仲間
楓を含め元ゼミ仲間の6人は仲が良く、新年会を始めよく食事を共にする。
重森（しげもり）
名前は不明。
楓とは、母親同士が顔なじみで仲間の中でも特に付き合いが長い。ぽっちゃりな女性（姓名不明）と縁で結婚するも、婚約中に楓に対し以前と変わらぬ付き合い方をしたり「楓が気になっていた時期があった」と告白したりしたことで、楓に未練を抱かせた。
そのほかの仲間
女性3名、男性1名がいる。女性陣の中には賢く気が強い人と恋愛至上主義の人がおり、前者の男友達が後者と付き合い始めたことでお互い一時仲違いすることがあった。残る女性はそれを傍観しつつも自身も勤め先で不倫している。男性は同窓会に顔を出すだけで大変影が薄い。
各人の名前は設定されておらず、単行本2巻でも、「2巻になっても名前のつかないお友達」と紹介されていたが女性陣は単行本3巻最終ページの書下ろしにて名前が呼ばれた。

## 用語
八代機工
楓たちが勤める建設業の中小企業。取引先に役所がある。

## 書誌情報
- 辻灯子 『ただいま独身中』 芳文社〈まんがタイムコミックス〉、全3巻
  1. 2011年4月22日初版発行（2011年4月7日発売[2]）、ISBN 978-4-8322-6955-2
  2. 2012年8月22日初版発行（2012年8月7日発売[2]）、ISBN 978-4-8322-5103-8
  3. 2014年1月22日初版発行（2014年1月7日発売[2]）、ISBN 978-4-8322-6955-2